# Северный тоннель
Се́верный тонне́ль — автомобильный тоннель в Москве; соединяет Батайскую улицу и Курскую улицу (последняя — в точке её соединения с Проектируемым проездом №2289). Количество тоннелей — 1, в нём — 1 (одна) полоса движения плюс тротуар.

## География
Автомобильный тоннель соединяет Батайскую и Курскую улицы. Таким образом, тоннель соединяет  район Печатники и район Люблино, проходя под железнодорожными путями Курского направления Московской железной дороги между остановочными пунктами Люблино и Депо. Тоннель выходит под Юго-восточной хордой, которая была введена в эксплуотацию в 2023 году. 
Прямо из тоннеля начинается Кузнечный тупик, отходящий от него под прямым углом.
На Иловайской улице расположен аналогичный Южный туннель.

## Конструкция
Тоннель — мелкого заложения, состоит из трёх секций: таким образом решена проблема вентиляции; покрытие: асфальт; есть тротуар для пешеходов.

## История
Односекционный тоннель был построен в 1907 и открыт в 1908 году.
В дальнейшем[когда?], с увеличением количества путей железной дороги, тоннель был удлинён на две секции (одна имеет четыре железобетонных перекрытия, другая два).

## Организация дорожного движения
Со стороны Батайской улицы движение регулируется светофором; автомобильное движение общего транспорта — одностороннее[куда?]; встречное — только для общественного транспорта (автобуса №30 и маршрутных такси). Ограничение по высоте: 2,6 метра; остановка в тоннеле запрещена.
До 2007 года в однополосном тоннеле была организована реверсивная схема движения. В дальнейшем, «против шерсти» стали ходить только маршрутные транспортные средства, оборудованные пультом дистанционного управления, который переключает сигнал светофора для их пропускания.

### Перспективы развития
На 2019 год утверждённых планов расширения не существует.